# Sophia Magdalena Krag-Juel-Vind
Sophia Magdalena von Gram, gift lensgrevinde Krag-Juel-Vind (4. januar 1734 på Frijsenborg Slot – 28. november 1810 på Boller Slot) var en dansk adelsdame, datter af overjægermester Carl Christian von Gram. Viet den 7. april 1752 til baron Jens Krag-Juel-Vind til Juellinge på Lolland.
Efter sin mands død i 1776 videreførte Sophie Magdalene Baroniet Juellinge og Stamhuset Stensballegaard. Ved arv i 1799 af Grevskabet Frijsenborg blev hun landets største jordbesidder. Hun var i sit vinterpalæ på Kongens Nytorv salonværtinde for landets mest indflydelsesrige kredse samt for de udenlandske ambassadører, og da hun stod hoffet nær, var hun en personlighed, hvis kontakter og udsagn blev tillagt politisk vægt og indflydelse.

## Barndom
Sophie Magdalene von Gram blev født den 14. januar 1734 på Frijsenborg Slot som datter af overjægermester Carl Christian von Gram (1703-80) og hustru Birgitte Christine Friis (1715-75). Hun var barnebarn/datterdatter af lensgreve Christian Friis til Frijsenborg (1691-1763). Ved hans død uddøde slægten Friis' mandslinje, hvorfor grevskabet gik i arv til den ældste af døtrene, Christine Sophie (1713-1787), gift med Erhard Wedel-Friis (1710-1786). Da de ikke efterlod sig arvinger, gik grevskabet i arv til den næstældste datter Elisabeth Sophie (1714-1799), gift med Jean Henri Desmercières (1687-1778), som heller ikke efterlod sig arvinger. Dermed rykkede Sophie Magdalene som datter af Birgitte Christine (1715-1775) ind på pladsen som arving til grevskabet Frijsenborg.

## Ægteskab og børn
Den 7. april 1752 blev Sophie Magdalene i enkedronningen, Sophie Magdalenes (1700-70) kabinet på Christiansborg Slot viet til baron Jens Juel-Vind (fra 1759 Krag-Juel-Vind) til Juellinge på Lolland. Hun var hofdame hos enkedronningen, af hvem hun modtog hendes orden De l'union Parfaite.
Ved arv efter sin mor og hendes to søstre tiltrådte Jens Krag-Juel-Vind i 1771 stamhuset Stensballegaard ved Horsens. Han forenede derefter de Krag'ers våben og navn med sit våben til Krag-Juel-Vind. Han blev gravsat i slægten Juels kapel i Hellested Kirke i Stevns Herred. I 1801 blev kisten overført og indsat i en sarkofag i Uth Kirke ved Boller.
Børn:
1. Friderich (Frederik) Carl lensbaron (lensgreve) Krag-Juel-Vind-Frijs (1753-1815)
2. Sophie Magdalene baronesse Krag-Juel-Vind (4. juli 1754 i København - 9. februar 1833 på Store Frederikslund), gift med Friederich Siegfried lensgreve Rantzau (1744-1822)
3. Juliana Maria baronesse Krag-Juel-Vind (8. december 1755 i København - 1758)
4. Jens Carl baron Krag-Juel-Vind (2. januar 1757 i København - 1758)
5. Jens Carl baron Krag-Juel-Vind (født og død 1759)
6. Jens Carl baron Krag-Juel-Vind-Arenfeldt (1767-1855)

## Senere liv
Efter sin mands død videreførte Sophie Magdalene ejerskabet af baroniet Juellinge og af stamhuset Stensballegaard.
Disse besiddelser forøgede hun i betydelig grad ved arv efter sine mostre Christine Sophie (1713-1787), enke efter Erhard Wedel-Friis (1710-86) og Elisabeth Sophie (1714-1799) enke efter Jean Henri Desmercières (1687-1778), da hun arvede godserne Wedelslund ved Galten, Søbygaard ved Hammel, Boller og Møgelkjær i Bjerre Herred samt grevskabet Frijsenborgs nordre del ved Hammel. Endvidere arvede hun i 1795 slægtens vinterpalæ Den Gramske Gård på Kongens Nytorv. Som ejer af disse besiddelser var hun ved 1800-tallets begyndelse landets største jordbesidder.
Hendes yngste søn Jens Carl Krag-Juel-Vind-Arenfeldt (1767-1855) tiltrådte i 1788 stamhuset Stensballegaard ved Horsens. Han blev den 5. december samme år i As Kirke viet til Mette Johanne Reedtz fra Palsgaard (1770-1817). Mette Johanne Reedtz arvede i 1806 efter en moster godset Sæbygaard i Volstrup Sogn. Ved den lejlighed fik hendes mand Jens Carl patent på navnet Krag Juel Vind Arenfeldt.
Ved et familieråd blev der i 1802 på Juellinge under forsæde af Sophie Magdalene som slægtens overhoved truffet bestemmelse om fordelingen af hendes besiddelser efter hendes søn, Frederik Carl Krag-Juel-Vind-Frijs. Den ældste af dennes sønner, Jens Christian Carl Krag-Juel-Vind-Frijs (1779-1860) skulle arve grevskabet Frijsenborg, den næstældste søn Carl Ludvig (1780-1838) skulle arve baroniet Juellinge og den yngste søn Erhard (1788-1826) skulle arve godset Wedelslund samt tiltræde baroniet Juellinge, såfremt broderen Carl Ludvig døde barnløs. Brødrene Carl Ludvig og Erhard fik i 1816 tilladelse til at føre grevetitel og fik patent på navnet Krag Juel Vind Frijs.
Under gennemførelsen af landboreformerne i slutningen af 1700-tallet sluttede Sophie Magdalene sig til kredsen af godsejere og proprietærer, der var i opposition til reformerne. Denne kreds var kendt som ”Det danske Parti”, medens reformtilhængerne og regeringen under ledelse af Andreas Peter Bernstorff, Ernst Schimmelmann og brødrene Christian Ditlev Frederik Reventlow og Johan Ludvig Reventlow var kendt som ”Det tyske Parti”. I sensommeren 1790 var Sophie Magdalene vært for en større kreds af overvejende jyske godsejere og proprietærer på Stensballegaard, der var samlet for at drøfte udviklingen efter stavnsbåndets opløsning. Mødet resulterede i udfærdigelsen af en protestadresse stilet til kronprins Frederik, den senere kong Frederik VI. Adressen, der samlede 103 underskrifter, affødte den såkaldte ” jyske proprietærfejde”, hvorunder flere af oppositionskredsens ledende medlemmer senere blev retsforfulgt af regeringen.
Sophie Magdalene undgik tiltale, formentlig fordi regeringen qua hendes position dels som kvinde dels som storgodsejer ikke ville eller turde røre hende. Men protesterne mod landboreformerne synes imidlertid at have haft den virkning, at regeringen nu bøjede af og ændrede sin hidtidige kurs i en mere konservativ retning til fordel for de større landbrug.

## Død og bisættelse
I sine senere år opholdt Sophia Magdalena sig meget på Boller Slot, hvor hun fra sine vinduer kunne se over Horsens Fjord mod familien på Stensballegaard. Hun døde på Boller Slot 76 år gammel den 29. januar 1810, og hun hviler i Uth Kirke ved sin mands side i en sarkofag. Hun er af historikeren Claus Bjørn karakteriseret som "en dame af betydning". Hun regnes som stammoder for grenen Krag-Juel-Vind-Frijs af slægten Vind.
Et portrætmaleri af hende findes på Det Nationalhistoriske Museum på Frederiksborg Slot.

## Yderligere læsning
- Annette Hoff: Boller Slot i 650 år. Wormianum, Landbohistorisk Selskab, 2012.
- Bjerre Herred Bogen I & II, Glud Museums Forlag 1963 og 2001.
- Sophia Magdalena Krag-Juel-Vind i Dansk Kvindebiografisk Leksikon på Lex.dk, tidl. Kvinfo.dk
- Edvard Holm: Kampen om Landboreformerne i Danmark (1773-1791), København 1888.
- Claus Bjørn: Den gode sag, Gyldendal 1992.
- Claus Bjørn: Den jyske proprietærfejde. Historie udg. af Jysk Selskab for Historie XIII 1979-81.
- Claus Bjørn: ”En dame af betydning”, Kristeligt Dagblad, 1992 -07-08, “Grevinde Juel-Vind".
- Knud Søndergaard: Asta Grundtvig, Liv og virke, slægt og venner. Redaktion af illustrationer: Lars Thorkild Bjørn. Forlaget Vartov 2013.